# Christian Fabrice Okoua
Christian Fabrice Okoua (18 novembre 1991) è un calciatore ivoriano, portiere del Fontinhas.

## Carriera

### Club
Dal 2008 al 2016 ha giocato con gli Africa Sports con i quali ha vinto due campionati nazionali e una coppa nazionale, ha inoltre giocato due partite nella CAF Champions League.

### Nazionale
Okoua ha preso parte ai Giochi Olimpici del 2008 con la Costa d'Avorio. Nella manifestazione era il più giovane calciatore a prenderne parte. Ha inoltre preso parte al Torneo di Tolone 2008.

## Palmarès
- Campionato ivoriano: 2

Africa Sports: 2008, 2011
- Coppa della Costa d'Avorio: 1

Africa Sports: 2009